# 联合国内罗毕办事处
联合国内罗毕办事处（英語：英語：）於1996年成立，是聯合國第四個辦事處，位於肯亞首都奈洛比；現任總幹事是塞拉利昂籍外交官扎伊娜卜·班古拉。
2004年11月，联合国安理会在内罗毕举行了罕见的会议，会议讨论苏丹南部和西部战事情况，美国驻法大使约翰·丹弗斯参与该会议。
联合国内罗毕办事处包含一个“绿色”建筑，一个完全节能、碳中和的建筑、办公室和住房。该建筑回收水和使用自然光线，以减少依赖人工照明，是非洲建筑首次使用环保设计理念。此外，建筑设计是使用自然流动的空气作为替代空调，它包含太阳能电池板产生的所有能量，节约能源消耗。2011年3月31日，第8任联合国秘书长潘基文和肯尼亚总统姆瓦伊·齐贝吉在这里会谈。